# Pedro Pais Marinho
Pedro Pais Marinho (1230 -?) foi um fidalgo e Cavaleiro medieval do Reino de Portugal, tendo sido Senhor da Serra, freguesia portuguesa do concelho de Tomar, pelo casamento.

## Relações familiares
Foi filho de D. Paio Anes Marinho (1210 -?) e de  Maior Fernandes Turrichão (1250 -?), filha de Fernão Pires Turrichão e de Teresa Pires Gata, casou com Mór Sanches de Lobera (1270 -?) Senhora da Serra, de quem teve:
1. Paio Pires Marinho,
2. Teresa Pires Marinho
3. N.. Marinho casou com Rui Soga